# 슈퍼머린 시팡

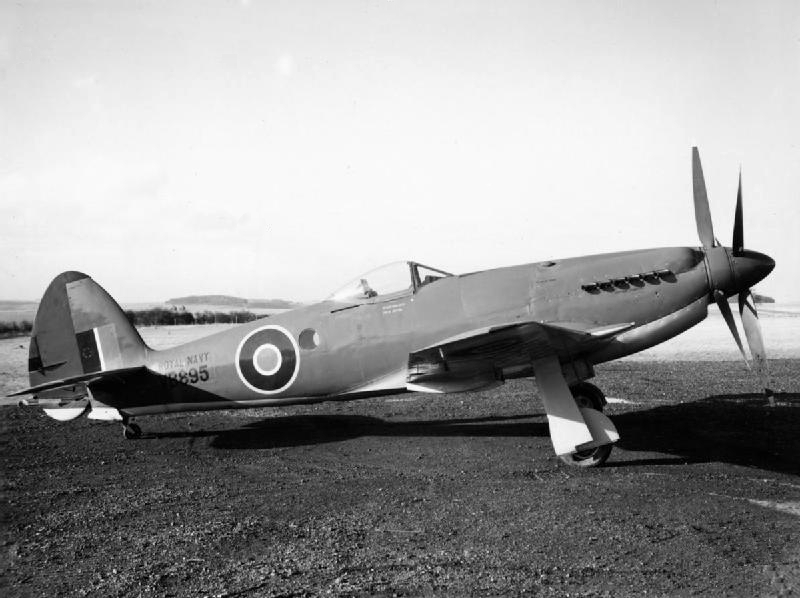

슈퍼머린 시팡(Supermarine Seafang)은 영국 해군의 항공모함에 탑재될 함재기로 개발되었다. 이것의 개발계획은 영국 보급성의 시방서 n.5/45에 근거한 것으로 2중 반전 프로펠러를 채용하고 있다. 공식적 코드네임은 타입 383 시팡으로 1946년에 첫 비행을 하였다. 그러나 이것은 스파이트풀이 그랬듯이, 이 기체도 결국 프로토타입 18기 생산으로 끝나고 만다.
시팡은 2개의 타입으로 구분하는데 f31은 그리폰 61엔진을 사용하였으며 f32는 그리폰 89엔진을 장착하였다.